# Barnea japonica
Barnea japonica is een tweekleppigensoort uit de familie van de Pholadidae. De wetenschappelijke naam van de soort is voor het eerst geldig gepubliceerd in 1920 door Yokoyama.